# Susie Essman
Susie Essman est une actrice américaine née le 31 mai 1955 à Mount Vernon, dans l'État de New York (États-Unis).

## Filmographie

### Cinéma
- 1988 : Crocodile Dundee 2 (Crocodile Dundee II) : Tour Guide
- 1988 : Le Mot de la fin (Punchline) : Lilah's Hairdresser
- 1991 : Les Tortues Ninja 2 : Les héros sont de retour (Teenage Mutant Ninja Turtles II: The Secret of the Ooze) : Soho Woman
- 1997 : Volcano : Anita
- 1998 : Couvre-feu (The Siege) : Protest Speaker
- 2000 : Au nom d'Anna (Keeping the Faith) : Ellen Friedman
- 2002 : The Secret Lives of Dentists : Nurse
- 2005 : Le Boss (The Man) : Lt. Rita Carbone
- 2008 : Volt, star malgré lui (Bolt) : Mittens (voix)
- 2009 : Super Rhino (vidéo) : Mittens (voix)
- 2010 : Top Cops (Cop Out) : Laura

### Télévision
- 1989 : Aline et Cathy (Kate & Allie)
- 1989 : Baby Boom : Charlotte Elkman
- 1994 : Hardcore TV (série TV) : Sports Lady
- 1995 : Ned et Stacey (Ned and Stacey) : Aunt Ceil
- 2000-2024 : Larry et son nombril (Curb Your Enthusiasm) : Susie Greene
- 2002 : Un gars du Queens (The King of Queens) : Marcia
- 2002 : New York, section criminelle (Law & Order: Criminal Intent) : Ron Sherwood's Secretary
- 2003 : Kim Possible : Sadie
- 2002 : Crank Yankers : Helen Higgins
- 2004 : New York, police judiciaire (Law & Order) : Ms. Shapiro
- 2005 : Untitled Susie Essman Project
- 2009 : Un mariage de raison (Loving Leah) : Malka
- depuis 2015 : Broad City : Bobbi Wexler